# Fontanigorda
Fontanigorda est une commune italienne de la ville métropolitaine de Gênes dans la région Ligurie en Italie.

## Administration
| Période                                  | Période | Identité | Étiquette | Qualité |
| ---------------------------------------- | ------- | -------- | --------- | ------- |
|                                          |         |          |           |         |
| Les données manquantes sont à compléter. |         |          |           |         |

### Jumelage
- Saint-Maime  (France) depuis 1997

### Hameaux
Canale, Cerreta, Casoni, Vallescura

### Communes limitrophes
Fascia (Italie), Montebruno, Rezzoaglio, Rovegno